# Galijola (Unije)
Galijola je nenaseljeni otočić u hrvatskom dijelu Jadranskog mora. Nalazi se sjeverozapadno od otoka Unije.
Njegova površina iznosi 0,019 km². Dužina obalne crte iznosi 0,77 km.